# میلرز لندینگ (کالیفرنیا)
میلرز لندینگ (به انگلیسی: Millers Landing) یک منطقهٔ مسکونی در ایالات متحده آمریکا است که در شهرستان کولوزا، کالیفرنیا واقع شده‌است. میلرز لندینگ ۱۱ متر بالاتر از سطح دریا واقع شده‌است.